# Quốc lộ 44 (Ấn Độ)
Quốc lộ 44 (NH44) là một tuyến Quốc lộ Bắc - Nam chính của Ấn Độ cũng như là tuyến Quốc lộ dài nhất của Ấn Độ.
Nó đi xuyên qua Jammu và Kashmir và các bang, tỉnh Punjab, Haryana, Delhi, Uttar Pradesh, Rajasthan, Madhya Pradesh, Maharashtra, Telangana, Andhra Pradesh, Karnataka và Tamil Nadu.
Tuyến Quốc lộ này được lập nên bằng cách nhập tổng cộng 7 tuyến Quốc lộ vào (một đoạn hoặc tất cả). Tuyến này bắt đầu từ Quốc lộ Jammu - Srinagar (Quốc lộ 1A cũ) từ Srinagar ở Jammu và Kashmir, Quốc lộ 1 (cũ) ở Punjab và Haryana và kết thúc tại Delhi, một phần Quốc lộ 2 (cũ) bắt đầu từ Delhi và kết thúc tại Arga, Quốc lộ 3 cũ (thường được gọi là Quốc lộ Arga - Bombay) từ Arga đến Gwalior, Quốc lộ 75 (cũ) và Quốc lộ 26 (cũ) đến Jhansi, Quốc lộ 7 (cũ) đi qua Lakhnadon, Seoni, Nagpur, Alidabad, Nirmal, Hyderabad, Kurnool, Anantapur, Bengaluru, Hosur, Krishnagiri, Dharmapuri, Salem, Namakkal, Karur, Dindigul, Madurai, Virudhunagar, Tirunelveli và kết thúc tại Kanyakumari.

## Tình trạng đường
Hiện một đoạn đường 70 km từ Delhi (Mubarka Chowk) đến Panipat đang được nâng cấp với chi phí là 2.178,82 ₹ thành đường cao tốc có 8 làn đường và 2 làn khẩn cấp. Đến tháng tháng 6 năm 2019, 42% của gói nâng cấp đã được hoàn thành. Đoạn Quốc lộ 44 giữa Salem đến Thoppur ở Tamil Nadu rất dễ xảy ra tai nạn vì thiết kế, tình trạng đường tồi tệ.

## Tuyến đường

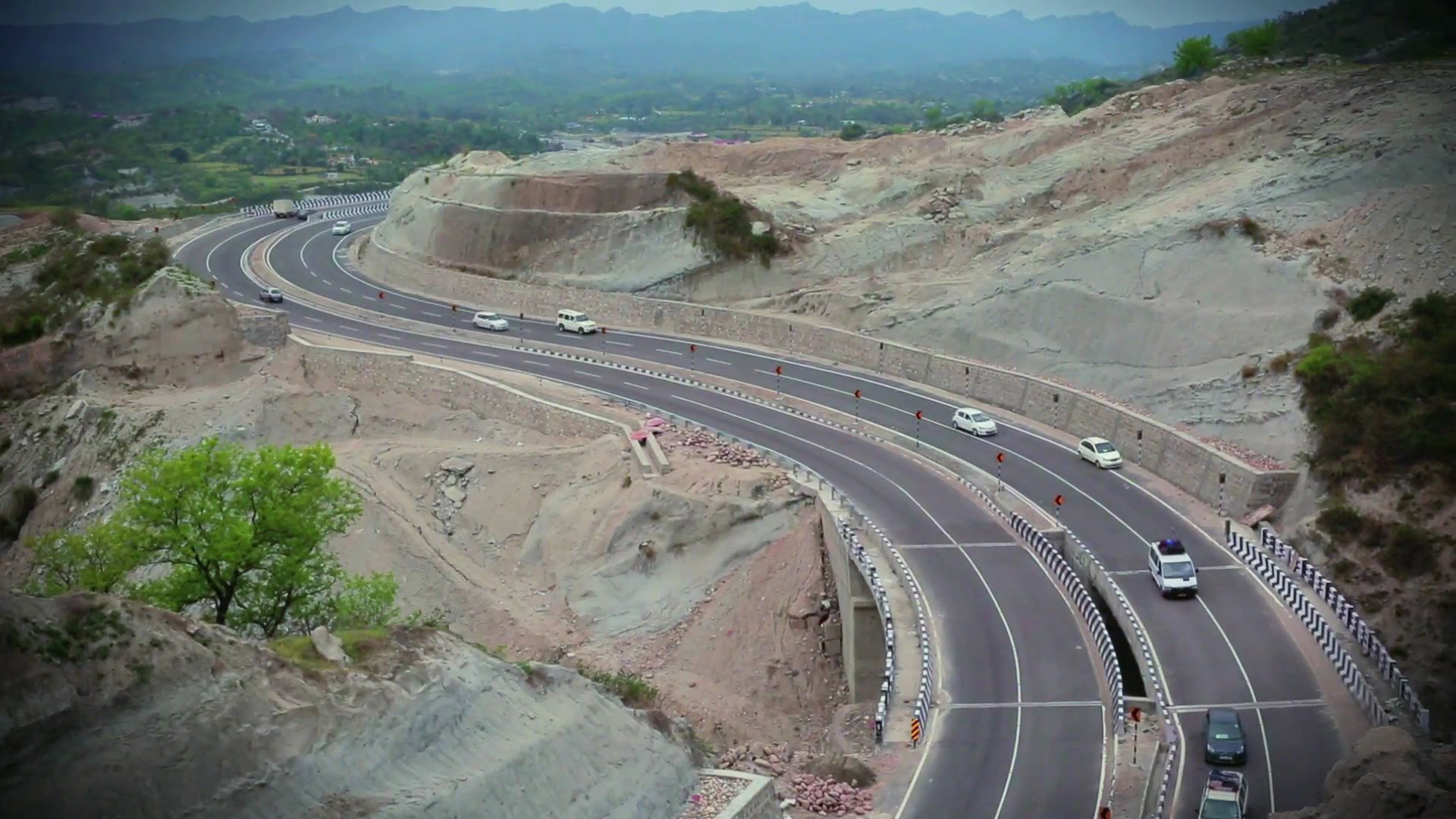
Đoạn đầu của tuyến Quốc lộ 44 tại Jammu và Kashmir

Tuyến Quốc lộ 44 bắt đầu từ Srinagar. Tuyến này nối một số thành phố và thị trấn như Srinagar, Anantnag, Jammu,Pathankot, Dasua, Jalandhar, Ludhiana,..., Karul, Dindigul, Madurai, Virudhunagar, Tirunelveli và Kanyakumari. Quốc lộ 44 là một phần của Quốc lộ Bắc - Nam - Đông - Tây và được  thống kê rằng có chiều dài là 3,745 km (2,327 mi) từ Srinagar đến Kanyakumari. Từ đó, tuyến này là tuyến Quốc lộ dài nhất Ấn Độ.

### Chiều dài của tuyến theo bang
- Jammu and Kashmir : 304 km (189 mi)
- Himachal Pradesh: 11 km (6.8 mi)
- Punjab: 254 km (158 mi)
- Haryana: 184 km (114 mi)
- Uttar Pradesh: 189 km (117 mi)
- Rajasthan: 28 km (17 mi)
- Madhya Pradesh: 504 km (313 mi)
- Maharashtra: 232 km (144 mi)
- Telangana: 504 km (313 mi)
- Andhra Pradesh: 250 km (160 mi)[2]
- Karnataka: 150 km (93 mi)
- Tamil Nadu: 627 km (390 mi)

## Đoạn Bengaluru–Hosur

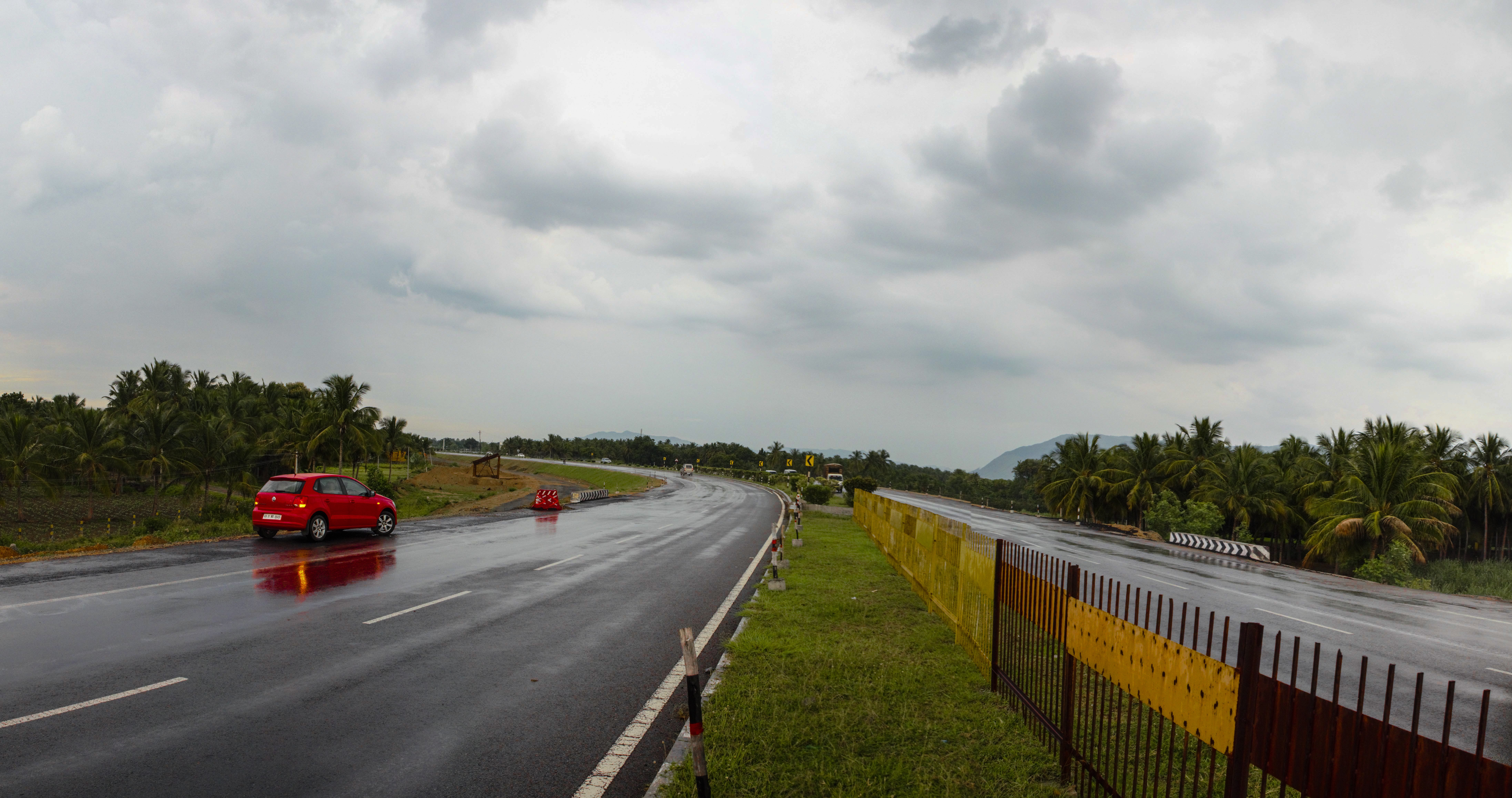
Quốc lộ 44 đoạn gần Bengaluru

Đoạn Bengaluru – Hosur của tuyến Quốc lộ này nối giữa Bengaluru, Karnataka với Hosur, Krishnagiri ở ranh giới giữa Karnataka và Tamil Nadu. Đây là một đoạn Quốc lộ có 2 đến 4 làn và có hai làn hai bên ở những đoạn đường đông đúc. Đoạn này là một đoạn vô cùng quan trọng vì nó đi qua những nhà máy công nghiệp và khu công nghệ thông tin. Khu công nghệ thông tin Thành phố điện tử cũng nằm trên đoạn đường này.
Cục Quản lý Quốc lộ Ấn Độ đã xây một tuyến cao tốc Thành phố Điện tử trên cao dài 10 km nối giữa Bomanhalli với Thành phố Điện tử. Tuyến này giúp cho việc di chuyển đến Thành phố Điện tử trở nên nhanh hơn. Bruhat Bengaluru Mahanagara Palike và Bộ Phát triển Bengaluru đã lập dự án xây dựng rất nhiều những cầu vượt và hầm chui để tuyến được thông thoáng và không còn giao cắt đồng mức.